# 19083 Mizuki
19083 Mizuki è un asteroide della fascia principale. Scoperto nel 1977, presenta un'orbita caratterizzata da un semiasse maggiore pari a 2,8877739 UA e da un'eccentricità di 0,0540891, inclinata di 3,23922° rispetto all'eclittica.